# Jüdischer Friedhof (Lang-Göns)

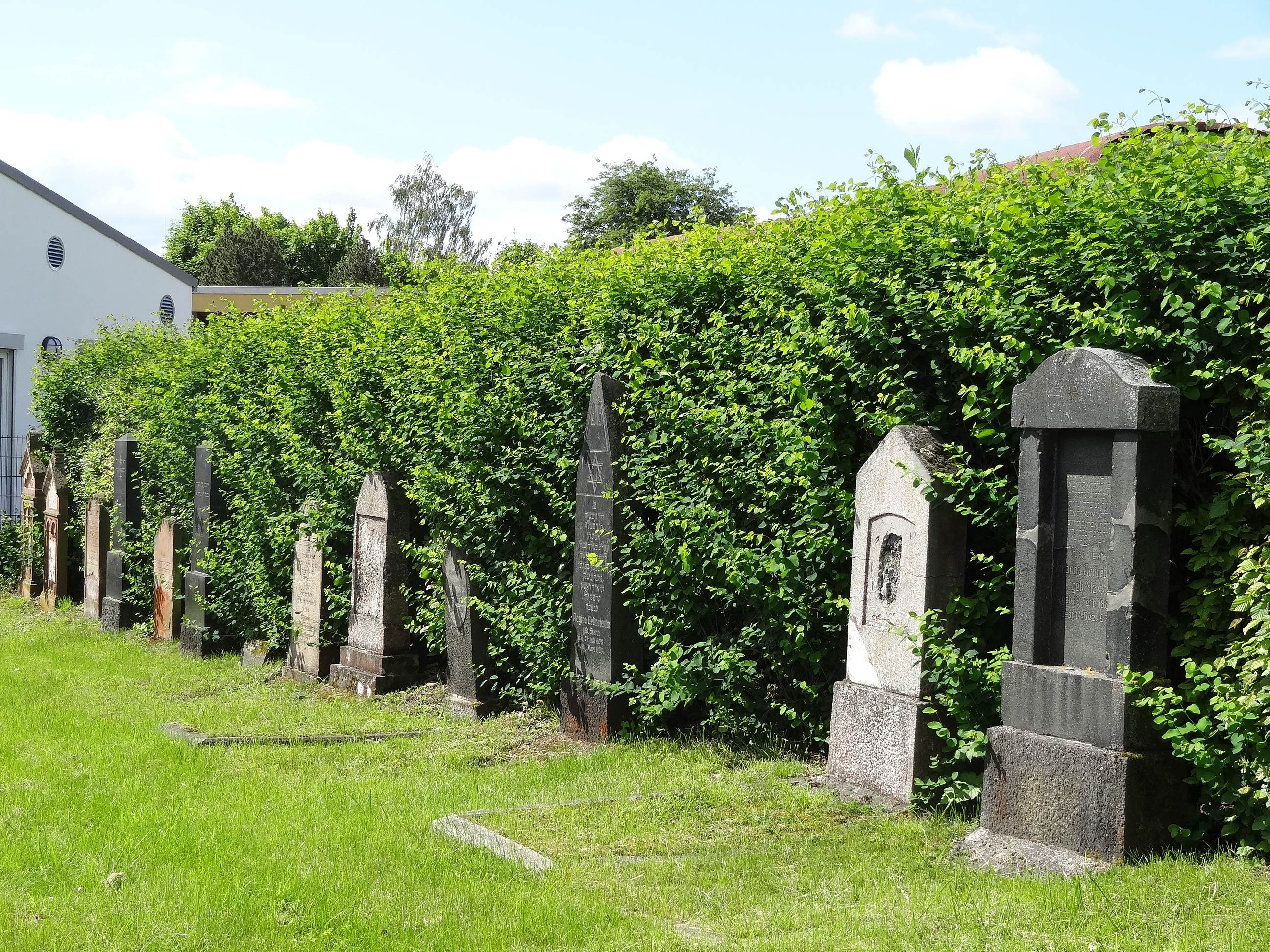
Jüdischer Friedhof in Lang-Göns

Der jüdische Friedhof Lang-Göns in Lang-Göns, einem Ortsteil der gleichnamigen, jedoch abweichend geschriebenen hessischen Gemeinde Langgöns im Landkreis Gießen, befindet sich hinter dem Bürgerhaus „Am alten Stück“, am Nordwestrand des Dorfes und westlich des Gönsbaches. Er ist ein geschütztes Kulturdenkmal.

## Geschichte
Das genaue Alter des jüdischen Friedhofs in Lang-Göns ist nicht bekannt. Er muss zwischen 1884 und 1888 angelegt worden sein. Bis 1884 wurde der jüdische Friedhof in Großen-Linden als Sammelfriedhof von den jüdischen Gemeinden in Gießen und den 22 umliegenden Ortschaften benutzt. Der Grabstein aus rotem Sandstein mit der Objekt Nr. 2 ist für Lea Frensdorf und einer Datierung vom 25. Dezember 1888 errichtet worden. In den Jahren von 1911 bis 1917 wurde im Rahmen einer Flurbereinigung der angrenzende Eselsweg verschleift. Mit Zustimmung des Vorsitzenden der jüdischen Kultusgemeinde wurden die Gräber um 1,30 Meter aufgefüllt.
Das Gelände hat eine Fläche von 215 m² und wird von einer Hainbuchenhecke umschlossen. Alle Gräber sind nach Ost-West ausgerichtet. Bei den sechs ältesten Gräbern fehlen Grabeinfassungen, was mit der Auffüllung des Geländes in den 1910er Jahren zusammenhängen kann. Insgesamt sind 14 Grabsteine ganz oder teilweise erhalten. Die Bruchstücke weisen auf mehrfache Schändungen hin. Ein abseits stehender Grabstein könnte für einen 1919 inhaftierten polnischen Juden aufgestellt worden sein, der Suizid beging.
Die Friedhofsfläche ist im Denkmalverzeichnis des Landesamts für Denkmalpflege Hessen als Kulturdenkmal für den einzigen materiellen Hinweis auf die einstige Existenz einer jüdischen Gemeinde in Langgöns 
aus geschichtlichen Gründen im Sinne einer Sachgesamtheit eingetragen.